# Salsola
Salsola es un género con 100-130 especies de plantas herbáceas perteneciente a la familia Amaranthaceae.

## Distribución
El género tiene unas 100 a 130 especies que se encuentran en África, Asia, América y Europa.

## Descripción
Son plantas halófitas, que generalmente prefieren los suelos arenosos del litoral marítimo, también se pueden encontrar en suelos áridos del interior.
Muchas de las especies de Salsola tienen una característica original: son estepicursoras, es decir, la base del arbusto se seca y muere y se puede desprender o romper, y con vientos fuertes se pone a rodar, tomando forma de bola y pudiendo recorrer grandes distancias. De ahí viene su nombre popular de "barrilla".

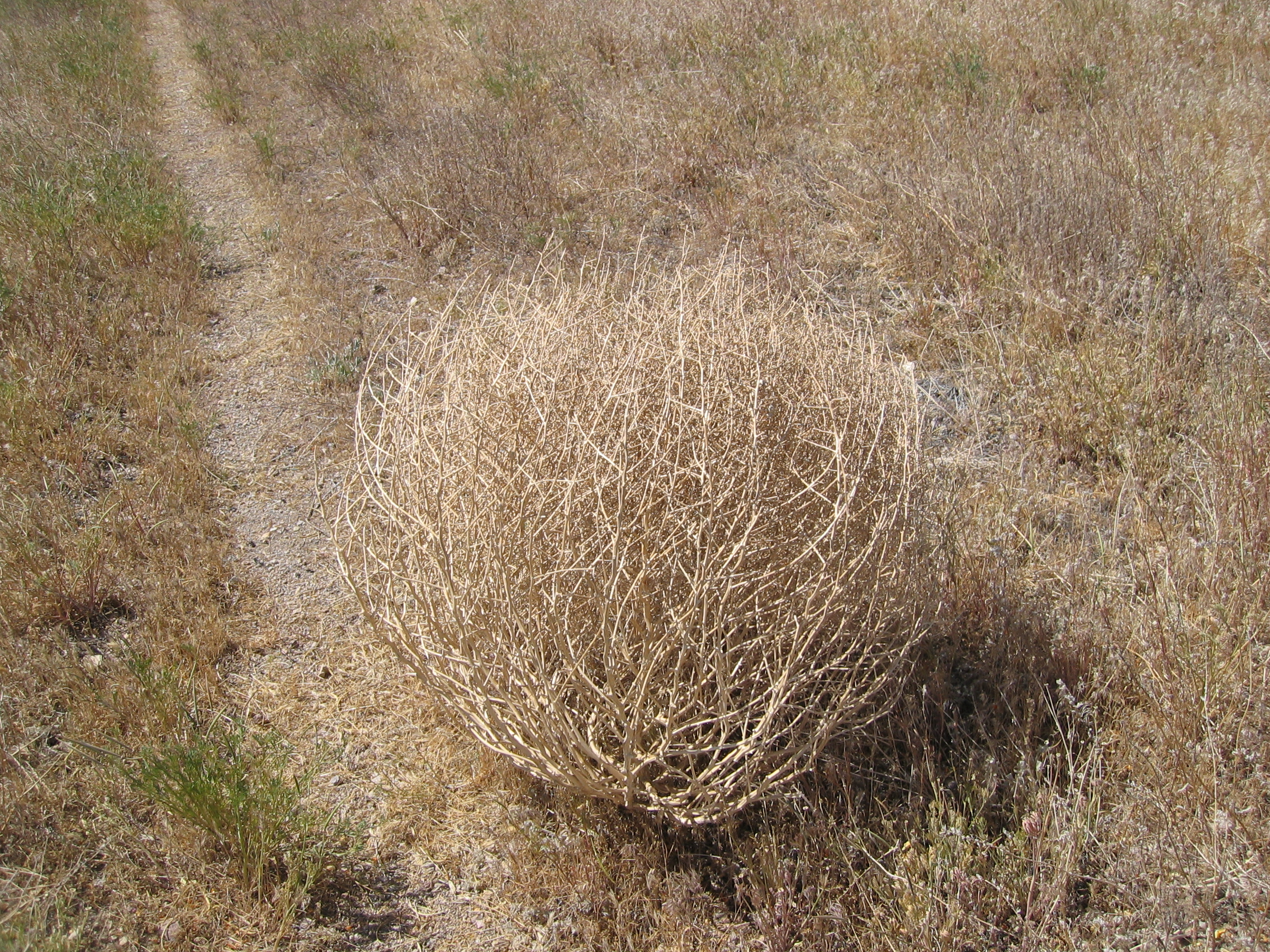
Mata rodante de Salsola tragus

## Taxonomía
El género fue descrito por Carlos Linneo y publicado en Species Plantarum 1: 222–223. 1753. La especie tipo es: Salsola soda L.
Etimología
Salsola: nombre genérico que deriva del término latino salsus = "salado", de acuerdo con los hábitats de muchas de sus especies.

## Especies seleccionadas
| - Salsola acutifolia (Bunge.) Botsch. - Salsola cruciata Chevall. ex Batt. & Traubut - Salsola cyrenaica (Maire & Weiller) Brullo - Salsola drummondii Ulbr. - Salsola florida (M.Bieb.) Poir. - Salsola foliosa (L.) Schrad. - Salsola genistoides Poir. - Salsola grandis Freitag, Vural & N.Adigüzel - Salsola glomerata (Maire) Brullo - Salsola gymnomaschala Maire - Salsola kali L. - Salsola kerneri (Wol.) Botsch. - Salsola longifolia Forssk. - Salsola makranica Freitag - Salsola melitensis Botsch. - Salsola oppositifolia Desf. - Salsola papillosa Willk. - Salsola rosmarinus (Ehrenb. ex Boiss.) Akhani (Basionym: Seidlitzia rosmarinus Ehrenb. ex Boiss.) - Salsola schweinfurthii Solms-Laub. - Salsola setifera (Moq.) Akhani (Basionym: Anabasis setifera Moq.) - Salsola sinaica Brullo - Salsola soda L. - Salsola stocksii Boiss. - Salsola tunetana Brullo - Salsola verticillata Schousboe - Salsola zygophylla Batt. & Traub. - Salsola zygophylloides (Aellen & Townsend) Akhani (Basionym: Fadenia zygophylloides Aellen & Townsend) |